# Jan F. Lewandowski
Jan Franciszek Lewandowski (ur. 9 października 1952 w Toszku, zm. 11 czerwca 2015 w Katowicach) – polski historyk, filmoznawca, dziennikarz i publicysta, nauczyciel akademicki, animator kultury, wydawca. Zajmował się historią Górnego Śląska i historią kina. Autor wielu publikacji książkowych.

## Wykształcenie i praca naukowa
W 1977 ukończył studia historyczne na Uniwersytecie Śląskim. W 2003 uzyskał na Wydziale Filologicznym Uniwersytetu Śląskiego stopień naukowy doktora nauk humanistycznych na podstawie rozprawy doktorskiej pt. „Obrazy historii. Śląsk w twórczości Kazimierza Kutza”.
Prowadził zajęcia z historii kina polskiego na studiach kulturoznawczych w Uniwersytecie Śląskim (1997–2000), pracował jako wykładowca Wyższej Szkoły Mechatroniki i Wyższej Szkoły Umiejętności Społecznych w Katowicach (na kierunkach dziennikarskich i kulturoznawczych).

## Działalność filmowa
Jako student Uniwersytetu Śląskiego doprowadził w 1972 do wznowienia działalności studenckiego Dyskusyjnego Klubu Filmowego „Kino-Oko” w Katowicach (założonego przez Antoniego Halora w 1961 roku). W DKF „Kino-Oko” odbył się w 1975 roku jeden z pierwszych w Polsce pokazów „Lotu nad kukułczym gniazdem” Miloša Formana, kopię dostarczyła Ambasada USA. W roku 1977 DKF „Kino Oko” zorganizował przegląd filmów Krzysztofa Kieślowskiego, głównie półkowników. Pokazano wówczas m.in. Murarza, Robotników 71 i Spokój. Dyskusja z udziałem reżysera trwała do późnej nocy, jej ślad znaleźć można w firmie Amator, gdzie spotkanie Filipa Mosza z autorytetami kina odbywa się w Katowicach, w klubie podobnym do „Kino-oka”
W latach 1972–1978 był prezesem DKF „Kino-Oko”, a następnie inicjatorem i współzałożycielem Śląskiego Towarzystwa Filmowego w Katowicach w 1981 roku, sekretarzem zarządu ŚTF w latach 1981–1988, prezesem ŚTF w latach 1988–1991. W latach 90. był przewodniczącym Społecznego Komitetu Stulecia Kina na Górnym Śląsku w Katowicach. Pełnił funkcję kierownika redakcji książki filmowej w wydawnictwie Videograf w Katowicach (1994–1997), w której wydał m.in. „Scenariusze śląskie” Kazimierza Kutza oraz „Moje dwa światy” Miloša Formana.
W latach 1997–2008 pracował w Instytucji Filmowej „Silesia Film” w Katowicach, od 1999 roku jako zastępca dyrektora ds. programowych. Pomysłodawca i założyciel Filmoteki Śląskiej (2000) i Centrum Sztuki Filmowej w Katowicach oraz inicjator przebudowy „Rialta” w formule wielofunkcyjnego kinoteatru.
Wystąpił w filmie HI WAY.

## Praca dziennikarska
Pracował w redakcjach „Dziennika Zachodniego” (1977–1980), „Panoramy” (1980–1981), tygodnika „Katolik” w Katowicach (1982–1990), założyciel i redaktor naczelny miesięcznika filmowego „Premiera” w Katowicach (w latach 1990–1993), redaktor naczelny miesięcznika „Kino” w Warszawie w 1994 roku, kierownik działu społeczno-historycznego miesięcznika „Śląsk” w Katowicach (w latach 1995–1999). Współpracownik m.in. „Poglądów”, „Filmu”, „Kina”, miesięcznika „Video Club” i „Gazety Wyborczej” w Katowicach. Ponadto współpraca z Polskim Radio Katowice w latach 1994–2004 (stałe audycje „Stuletnia kronika kina” i „Rozmowy o kinie”) oraz z Telewizją Katowice.
Założyciel i redaktor naczelny kwartalnika kulturalnego „Fabryka Silesia” wydawanego od 2012 roku przez Regionalny Ośrodek Kultury w Katowicach.

## Miejsce pochówku
16 czerwca 2015 został pochowany na Centralnym Cmentarzu Komunalnym w Katowicach przy ul. Murckowskiej.

## Nagrody i wyróżnienia
Nagroda im. Norberta Boronowskiego Śląskiego Towarzystwa Filmowego w 1986 roku. Laureat Nagrody Śląskiego Komitetu Kultury Niezależnej w 1988 roku. Nagroda Ruchu Autonomii Śląska im. ks. Augustina Weltzla „Górnośląski Tacyt” 2009 rok za biografię Wojciecha Korfantego. Drugie wydanie biografii Korfantego w serii „Biografie sławnych ludzi” PIW dostało nominację do Książki Historycznej 2013 Instytutu Pamięci Narodowej, Polskiego Radia i Telewizji Polskiej w Warszawie.

## Twórczość (wybór)
- Jan F. Lewandowski, Jan Słodowski: 100 filmów, które powinniście obejrzeć, jeśli znajdziecie okazję. Katowice: „Videograf”, 1994. ISBN 83-85516-61-1. Brak numerów stron w książce
- Jan F. Lewandowski: 1000 najsłynniejszych filmów. Katowice: „Videograf”, 1994. ISBN 83-85516-40-9. Brak numerów stron w książce
- Beata Kasztelaniec, Jan F. Lewandowski, Tadeusz. Miczka: Stuletnia kronika kina: rozmowy radiowe. Katowice: Videograf II, 1997. ISBN 83-7183-042-4. Brak numerów stron w książce
- Jan F. Lewandowski: Kino na pograniczu: wędrówki po dziejach filmu na Górnym Śląsk. Katowice: „Śląsk”, 1998. ISBN 83-7164-141-9. Brak numerów stron w książce
- Jan F. Lewandowski (red.): Kino Kazimierza Kutza. Katowice: „Śląsk”, 1999. ISBN 83-7164-142-7. Brak numerów stron w książce
- Jan F. Lewandowski: Ostatni z wielkich. Chybie: Gminny Ośrodek Kultury, 1999. ISBN 83-910611-0-8. Brak numerów stron w książce
- Jan F. Lewandowski: 100 filmów stulecia. Katowice: Videograf II, 2002. ISBN 83-7183-233-8. Brak numerów stron w książce
- Jan F. Lewandowski: Pola Negri w Sosnowcu. Katowice: „Gnome”, 2002. ISBN 83-87819-67-0. Brak numerów stron w książce
- Jan F. Lewandowski: 100 filmów polskich. Katowice: Videograf II, 2004. ISBN 83-7183-326-1. Brak numerów stron w książce
- Jan F. Lewandowski: Historia Śląska według Kutza. Katowice: „Śląsk”, 2004. ISBN 83-7164-427-2. Brak numerów stron w książce
- Jan F. Lewandowski: Wielkie kino: 150 filmów, które musisz zobaczyć. Chorzów: Videograf II, 2006. ISBN 83-7183-394-6. Brak numerów stron w książce
- Jan F. Lewandowski: Przesyłka ze Szkocji[11]. Katowice: Muzeum Śląskie, 2008. ISBN 978-83-60353-75-2. Brak numerów stron w książce
- Jan F. Lewandowski: Siemianowice filmowe. Siemianowice Śląskie: Miejski Ośrodek Kultury, 2008. ISBN 978-83-928416-0-9. Brak numerów stron w książce
- Jan F. Lewandowski: Wojciech Korfanty[12]. Katowice: Videograf II, 2009. ISBN 978-83-7183-752-8. Brak numerów stron w książce
- Jan F. Lewandowski: Dobrodziejka Joanna. Ruda Śląska: Muzeum Miejskie im. Maksymiliana Chroboka, 2010. Brak numerów stron w książce
- Jan F. Lewandowski: Katowice Kazimierza Kutza. Katowice: Wydział Promocji UM Katowice, 2012. ISBN 978-83-907011-4-1. Brak numerów stron w książce
- Jan F. Lewandowski: Kino śląskie. Katowice: Wydawnictwo „Śląsk”, 2012. ISBN 978-83-7164-637-9. Brak numerów stron w książce
- Jan F. Lewandowski: Wojciech Korfanty (wydanie drugie poszerzone). Warszawa: PIW, 2013. ISBN 978-83-06-03351-9. Brak numerów stron w książce
- Jan F. Lewandowski: Epizody toszeckie. Toszek: Zamek w Toszku, 2013. Brak numerów stron w książce
- Jan F. Lewandowski: Czas autonomii. Chorzów: Alkmena, 2014. ISBN 978-83-935878-0-3. Brak numerów stron w książce